# Emmanuel Perrotin
Pour les articles homonymes, voir Perrotin.
Emmanuel Perrotin, né le 6 mai 1968 à Montreuil, est un galeriste français d'art contemporain et fondateur de la galerie Perrotin. 

## Biographie

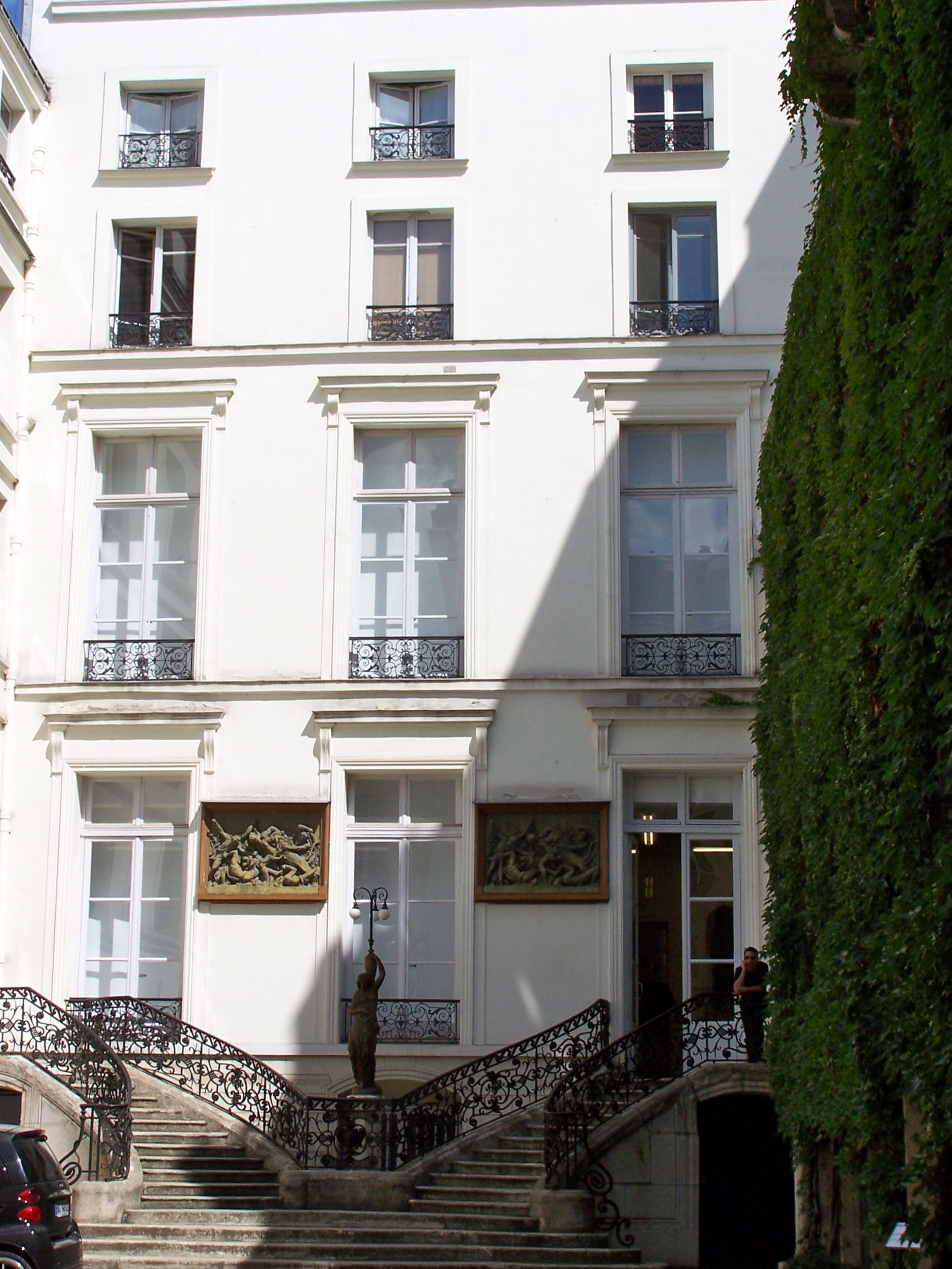
Entrée de la galerie au no 76, rue de Turenne.

### Famille, jeunesse et début
Emmanuel Perrotin est le fils de Michel Perrotin, employé de banque, et Odile Pradinas, mère au foyer. Il grandit en banlieue parisienne à L'Étang-la-Ville. Ses parents n'étaient pas amateurs d'art contemporain, mais l'emmenaient souvent au musée. Il décrit avoir été fasciné à l'âge de 17 ans par une œuvre d'Henry Michaux au Centre Pompidou, ce qui a pu influencer sa carrière.
Il arrête sa scolarité au lycée autogéré de Paris à l'âge de 17 ans, sans brevet ni baccalauréat. Ses rencontres lors de soirées festives, notamment avec la fille du galériste Gilbert Brownstone, le conduisent à gérer la galerie parisienne appartenant à Charles Cartwright, exposant notamment des œuvres de Marina Abramovic et George Condo,. Il vend alors sa première œuvre, un tableau de John Armleder, pour 6 000 francs.

### Premières galeries en France
Il ouvre sa première « galerie » à l’âge de vingt-un ans en 1990 dans son appartement et se fait connaître en exposant notamment dès 1991 Damien Hirst, puis en 1994 Maurizio Cattelan et Takashi Murakami en 1995, à l'époque méconnus. Emmanuel Perrotin vend en 1991 une œuvre de Damien Hirst, 15 000 francs, bien que depuis ses œuvres se vendent plusieurs millions de dollars,. Il est le premier à exposer hors du Japon l'artiste Takashi Murakami.
Il produit alors lui-même les œuvres de ses artistes tout en gérant leur fichier d'œuvres, chose peu en vigueur à l'époque, où l'on est au début d'une des pires crises que le marché de l'art ait connu au XXe siècle. Il choisit les artistes qu'il expose avec beaucoup d’éclectisme, ce qui le distingue des autres galeristes,.
En 1997, il s'installe rue Louise-Weiss dans le treizième arrondissement de Paris avec une nouvelle génération de galeristes tels que Air de Paris, Jennifer Flay, Art Concept, Almine Rech. En 1999, il vend la Nona Ora de l'artiste Maurizio Cattelan 80 000 dollars alors qu'elle sera achetée plusieurs années plus tard plus de 2 millions de dollars par un collectionneur privé. Il expose principalement des œuvres d'artistes actuels tels que Bernard Frize, mais aussi des œuvres d'artistes décédés, représentés par leurs familles ou fondations.
En 2005, la galerie Perrotin s’installe au 76, rue de Turenne, dans un hôtel particulier du XVIIIe siècle, puis s’étend au 10 impasse Saint-Claude en 2007. Dans la même rue, la Salle de Bal est inaugurée en 2014 dans l’hôtel d’Ecquevilly, datant du XVIIe siècle. Il inaugure une adresse Avenue Matignon en 2020,.
En 2023, il est considéré comme le 5e plus grand galeriste du monde selon le classement d'ArtReview. En 2024, il développe un partenariat avec EBay et ouvre une boutique en ligne ciblant les artistes d'art amateurs, dans le but d’ouvrir l’art à un public toujours plus large.

### Développement international
Emmanuel Perrotin a commencé à participer à des foires d'art internationale au Japon en 1993. Dans le but de faire perdurer la notoriété des artistes qu'il expose, Emmanuel Perrotin ouvre régulièrement de nouveaux lieux d'exposition ponctuels ou permanents dans différents pays. Il inaugure une galerie à Miami, qu’il ferme en 2010. Il ouvre ensuite plusieurs galeries sous son nom à Hong Kong (2012), New York (2013), Séoul (2016), Tokyo (2017), Shanghai (2018) et Los Angeles (2024), dont les lieux sont choisis notamment selon leur architecture. Il a développé un logiciel permettant de connaître en temps réel l’état du stock et des ventes, dans tous les pays où il est implanté.
En avril 2018, Perrotin accompagne le président Emmanuel Macron lors d'une visite d'État à Washington ; à ce titre, il assiste également à un dîner d'État de la Maison-Blanche. La même année, la ministre française de la culture, Françoise Nyssen, lui décerne le titre d'Officier de l'Ordre des Arts et des Lettres.
À partir de 2022, Perrotin ouvre sa résidence secondaire du Cap Ferret à la peintre GaHee Park et au sculpteur Genesis Belanger et met en place un programme de résidence pour les artistes représentés par sa galerie. En 2023, il emploie environ 160 personnes. La presse outre-atlantique le surnomme parfois le "French Gagosian", en référence au galeriste américain Larry Gagosian.

### Autres activités
Il développe très tôt son activité sur les réseaux sociaux afin d'attirer des publics peu habitués à fréquenter habituellement les galeries d'art, dans le but de vendre plus d'œuvres. Il noue des relations amicales avec les artistes qu'il expose. Il est aussi connu pour organiser des événements et soirées festives, et partager une partie des bénéfices des commissions de vente des œuvres avec ses employés. Il publie des ouvrages d'art et s'aventure dans les milieux de la mode comme avec Nina Ricci, du design ou de la musique avec Pharrell Williams,,. Il propose également des ateliers créatifs et des sensibilisations aux pratiques artistiques pour les enfants.

## Vie privée
Il a trois enfants. 

## Artistes majeurs représentés par la galerie
- Ivan Argote
- Daniel Arsham (en)
- Hernan Bas
- Genesis Belanger
- Sophie Calle
- Maurizio Cattelan
- Chen Fei
- Chung Chang-Sup
- Johan Creten
- Gabriel de la Mora
- Wim Delvoye
- Elmgreen et Dragset
- Ericson & Ziegler
- Erró
- Lionel Estève
- Jens Fänge
- Bernard Frize
- Gelitin
- Laurent Grasso
- Zach Harris
- Hans Hartung
- Thilo Heinzmann
- John Henderson (en)
- Leslie Hewitt
- Gregor Hildebrandt (en)
- Jesper Just
- JR
- Izumi Kato
- Bharti Kher
- Klara Kristalova (en)
- Julio Le Parc
- Lee Bae
- Madsaki
- Georges Mathieu
- Barry McGee
- Farhad Moshiri
- Gianni Motti
- MR.
- Takashi Murakami
- Ni Youyu
- Jean-Michel Othoniel
- Park Seo-Bo
- Paul Pfeiffer
- Paola Pivi
- Gabriel Rico
- Claude Rutault
- Michael Sailstorfer
- Emily Mae Smith
- Jesus Rafael Soto
- Pierre Soulages
- Josh Sperling
- Claire Tabouret
- Aya Takano (en)
- Pieter Vermeersch
- Xavier Veilhan
- Xiyao Wang

## Décoration
- Officier de l'ordre des Arts et des Lettres en 2017[32].